# Isodontia paranensis
Isodontia paranensis là một loài côn trùng cánh màng trong họ Sphecidae, thuộc chi Isodontia. Loài này được Berland miêu tả khoa học đầu tiên năm 1926.